# Pallasit

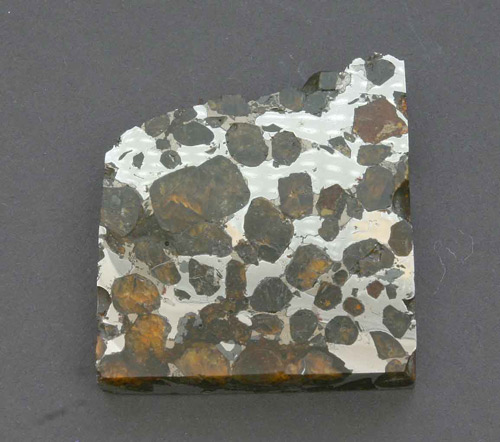
Pallasit

Pallasit je hrubozrnný meteorit. Obvykle se vyskytuje v kovově šedé nebo žluté až zelené barvě. Hornina je tvořena krystaly olivínu, jež jsou uzavřeny v šedé matiční hmotě (slitina niklu a železa). Pallasit je velmi vzácný kamenoželezný meteorit, který tvoří pouze 1% hornin spadlých z vesmíru na zemský povrch.

## Jméno
Pallasit byl pojmenován po německém přírodovědci Peteru S. Pallasovi, který jako vůbec první v roce 1776 popsal meteorit (nalezený na Sibiři).

## Složení
Obvykle je pallasit složen z jednoho dílu olivínu na dva další díly kovů. U exemplářů s vyšším obsahem kovu bývají tvořeny tzv. Widmanstättenovy obrazce. V pallasitu se objevují i stopové prvky jako např. germanium, nikl v železe či gallium.

## Vznik
Pallasity pravděpodobně tvořily jakousi mezizónu mezi kovovým jádrem asteroidu a křemičitanovým obalem. Ty byly zřejmě zničeny vzájemnými srážkami a roztrhány na kusy jednotlivých hornin či části. Pallasity mají ovšem různé složení, což dokazuje fakt, že byly původně částmi více těles.